# 왕의 딸
《왕의 딸》(영어: The King's Daughter)은 2022년 개봉 예정인 미국의 액션 판타지 모험 영화로, 본다 N. 매킨타이어의 역사 SF 소설 《달과 태양》을 원작으로 숀 맥나마라가 연출한다. 피어스 브로스넌이 주인공 루이 14세 역을, 카야 스코델라리오가 마리조제프 역을, 벤저민 워커가 이브 들라크루아 역을 맡는다.
2014년 5월 말, 촬영을 종료하고 본래 파라마운트 픽처스에서 2015년 4월 10일 개봉 예정이었으나 3주를 앞두고 개봉이 취소가 됐다. 
2021년 10월 그라비타스 벤처스에서 배급권을 획득하고 2022년 1월 21일 개봉 예정이다.

## 출연진
- 피어스 브로스넌 - 루이 14세
- 카야 스코델라리오 - 마리조제프
- 벤저민 워커 - 이브 들라크루아
- 윌리엄 허트 - 페르 라체즈
- 판빙빙 - 인어
- 벤 로이드휴스 - 장미셸 랭티야크
- 폴 아일랜드 - 브누아
- 파블로 슈라이버 - 라바르트 선생
- 크리스털 클라크 - 마갈리
- 레이철 그리피스 - 아베스